# 아부카드지 이드리소프
아부하지 이드리소비치 이드리소프(체첸어: Абухажи Идрисов, 러시아어: Абухаджи Идрисович Идрисов; 1918년 5월 17일 – 1983년 10월 22일)는 제2차 세계 대전 중 붉은 군대의 소비에트 저격수이자 기관총 사수였다. 그는 역사상 가장 치명적인 저격수 중 한 명으로 여겨진다. 그는 전쟁 내내 총 349명의 적군을 사살하여 소비에트 연방영웅 칭호를 받았는데, 이는 체첸 민족이라는 이유만으로 카자흐 소비에트 사회주의 공화국으로 강제 이주되기 직전이었다. 그는 흐루쇼프 시대에 체첸 민족에게 귀향권이 부여된 후 1957년에야 체첸의 고향 마을로 돌아와 농업에 종사할 수 있었다.

## 초기 삶
이드리소프는 1918년 5월 17일 산악 공화국 베르디켈(현재의 체첸 공화국 콤소몰스코예)에서 체첸 농부 가족에게서 태어났다. 그는 초등학교를 졸업하고 소베츠카야 로시야 콜호스에서 양치기로 일했다.

## 군사 경력
이드리소프는 1939년 10월 붉은 군대에 징집되어 발트해 연안 국가의 제125소총사단에 배정되었다. 그는 기관총 사수 훈련을 받았고 바르바로사 작전에 대한 방어 중 독일-소련 전쟁 첫날부터 전투에 참여했다. 그는 나머지 연대원들과 함께 북동쪽으로 퇴각했다. 1941년 7월, 그의 사단은 일멘호와 셀리게르호 사이의 프스코프-벨리키예루키 선에 방어 진지를 구축했다. 그곳에서 그들은 레닌그라드에 대한 독일의 빈번한 공격을 격퇴했다. 이드리소프는 기관총으로 독일군 22명을 사살한 것으로 보고되어 저격수가 되기 위한 훈련을 받기 위해 보내졌다.
저격수 훈련을 마친 후 그는 1942년 10월 추축국 군대가 진격할 것으로 예상되는 북서부 전선의 한 구역에 배치된 저격수 그룹에 배정되었다. 10일간의 격렬한 전투 기간 동안 이드리소프는 저격수로 약 100명의 적 보병을 사살했다. 1943년 4월까지 그는 제370소총사단 제1232소총연대에서 복무하면서 총 300명 이상의 독일군을 사살한 것으로 보고되었다. 레닌그라드 봉쇄 돌파에 참여한 후 그는 프스코프 지역과 발트해 연안 국가를 탈환하기 위한 공세에 참전했다. 1944년 3월까지 그의 상관들이 보고한 사살 수는 총 349명이었고 그는 소비에트 연방영웅 칭호에 지명되었다. 이드리소프는 4월에 옆에서 폭발한 지뢰 파편으로 심각한 부상을 입은 후 제대했다. 그는 동료 병사들이 그를 의식불명 상태로 발견하여 병원으로 보낸 덕분에 살아남았고, 1944년 6월 3일 소비에트 연방영웅 칭호를 받았다. 군사 전시회에서 그의 소총과 전시 사진은 "체첸 민족의 영광스러운 아들, 소비에트 연방영웅 아부하진 이드리소프, 300명 이상의 독일 파시스트를 파괴했다."라는 제목으로 전시되었다.

## 전후 생활과 망명
붉은 군대에 충실히 복무하여 받은 상과 명예에도 불구하고, 그는 고리키 병원에서 부상에서 회복하는 데 4개월을 보낸 후 카자흐스탄으로 강제 이주되었다. 망명 생활 동안 그는 카자흐스탄 남서부에 살면서 농장에서 양 사육자로 일했다. 그는 귀향권을 부여받자마자 체첸으로 돌아왔고 1962년 소련 공산당의 일원이 되었다. 그는 남은 생애를 체첸에서 살다가 1983년 10월 22일 그로즈니에서 사망했다.

## 수상 및 명예
- 소비에트 연방영웅
- 레닌 훈장
- 적기훈장
- 적성훈장